# Bernardo Provenzano
Bernardo Provenzano (Corleone (Sicilië), 31 januari 1933 –  Milaan, 13 juli 2016) was een Italiaanse misdadiger die voor zijn arrestatie jarenlang een van de kopstukken van de Cosa Nostra was. Vanaf 1963 was hij op de vlucht voor politie en justitie. Zijn bijnaam luidde "Binnu De Tractor" omdat hij volgens een informant iedereen die in zijn weg stond "neermaaide".

## Levensloop
Samen met jeugdvriend Toto Riina werkte Provenzano zich omhoog aan de kant van Luciano Leggio in een fractie van de Cosa Nostra, de Corleonesi. Toen deze laatste een gevangenisstraf moest uitzitten gaf hij Riina en Provenzano gezamenlijk de macht over zijn criminele praktijken. In de praktijk was het echter Riina die zich manifesteerde als de leider, terwijl Provenzano wat meer op de achtergrond bleef. Provenzano leek dit allemaal wel best te vinden temeer ook omdat hij in elke beslissing werd gekend door Riina. Onder leiding van Riina en Provenzano namen de Corleonesi langzaam de macht over van de andere Siciliaanse maffiafamilies waarna de Corleonesi de machtigste familie van Sicilie waren. Daarmee werden Riina en Provenzano de "bazen der bazen" van de Cosa Nostra.
Nadat Toto Riina de Siciliaanse maffia tot aan de rand van de afgrond bracht (mede door de justitiële jacht op hem door rechter Giovanni Falcone) en nadat Riina in 1993 gearresteerd werd, nam Provenzano de macht over de complete Siciliaanse maffia over als enige "Capo dei capi" ("baas der bazen"). Hij reorganiseerde de maffia en koos voor de zogenaamde onderdompeling van deze criminele organisatie. Tijdens deze onderdompeling liet de maffia weinig meer van zich horen, dit in tegenstelling tot het bewind van Riina (en Provenzano zelf) waarin de ene na de andere betekenisvolle Italiaan werd geliquideerd. Onder de nieuwe koers van Provenzano wist de maffia weer op te groeien naar het punt waar zij een aantal jaren daarvoor was. Opvallend is het feit dat Provenzano er zelf mede aan had bijgedragen dat de maffia aan de rand van de afgrond stond aangezien hij en Riina twee handen op een buik waren (in ieder geval voor de buitenwereld). Riina heeft zich een keer laten ontvallen dat hij en Provenzano het niet altijd eens zijn, maar dat ze dan om de tafel gingen en pas weer opstonden als ze het eens waren. 
Provenzano leek na zijn overname van de macht een heel andere man. Waar hij eerst samen met Riina geregeld voor bloedbaden zorgde (vandaar zijn bijnaam "De Tractor") predikte hij nu een vreedzame oplossing voor problemen (in het uiterste geval ging hij pas over op geweld). Ook begon hij in de "pizzini" (kleine handgeschreven briefjes) met orders naar zijn ondergeschikten Bijbelse passages te schrijven waarin hij onder andere Jezus Christus bedankte. Dat de maffia onder het leiderschap van Provenzano ogenschijnlijk niks meer van zich liet horen leverde Provenzano de bijnaam "De Accountant" op. Ondanks dit alles wist Provenzano een ijzeren greep op de rest van de maffia te houden en was hij tot aan zijn arrestatie de onbetwiste en gevreesde baas van de Cosa Nostra.

## Arrestatie
Provenzano werd in 1987 bij verstek tot levenslang veroordeeld. De justitie kon hem echter nog niet in den lijve berechten omdat hij voortvluchtig was. Op 11 april 2006 werd Provenzano na ruim 42 jaar op 73-jarige leeftijd eindelijk opgepakt op een boerderij nabij Corleone op Sicilië. Provenzano was bezig uien te snijden toen een herder aanklopte en 50 politiemannen de schuur instormden van de boerderij waar Provenzano verbleef. Volgens een woordvoerder van de Italiaanse politie reageerde Provenzano verrast toen de politie voor zijn deur stond. Eerst wilde hij de deur direct weer dicht doen, maar meteen daarna berustte hij in het feit dat ze hem na zoveel jaar eindelijk te pakken hadden.
Provenzano ontkende bij zijn arrestatie zijn identiteit, maar na een DNA-onderzoek gaf hij toe wel degelijk Provenzano te zijn.  
Provenzano werd overgebracht naar een gevangenis in Terni in Umbrië, waar hij 24 uur per dag werd bewaakt in een isoleercel. In diezelfde gevangenis zat ook Giovanni Riina, zoon van Toto Riina, de beruchte voorganger van Provenzano.
Provenzano kon zo lang uit handen blijven van de politie, doordat hij elke vorm van openbare communicatie, waardoor hij zou kunnen worden opgespoord, meed. Contacten met anderen onderhield hij slechts door middel van geschreven briefjes (pizzini), die door drie vertrouwelingen werden overgebracht. Die 'postbodes' zijn: een aangetrouwde neef van Provenzano Giuseppe Lo Bue, diens vader en de herder Bernardo Riina. Deze drie zijn eveneens aangehouden. Door een afgetapt telefoontje tussen twee van zijn onderdanen over het hoe en wanneer brengen van de schone was voor hun baas, wist de politie achter de schuilplaats van Provenzano te komen.
Hij werd twee jaar lang verpleegd in een zwaar bewaakte kamer in het San Paolo ziekenhuis in Milaan, waar hij op 83-jarige leeftijd overleed. Hij werd begraven in zijn geboorteplaats.